# III Tour
III Tour – czternasta trasa koncertowa zespołu Van Halen, promująca album Van Halen III. Trasa oficjalnie rozpoczęła się 12 marca 1998 i objęła 78 koncertów a 20 zostało odwołane.

## Muzycy
Członkowie zespołu: Sammy Hagar, Eddie Van Halen, Alex Van Halen, Michael Anthony.

## Daty i miejsca koncertów

### Stany Zjednoczone
- 12 marca 1998: Hollywood, CA, Stany Zjednoczone – Billboard Live

### Australia
- 10 kwietnia 1998: Wellington – Queens Wharf Events Centre
- 11 kwietnia 1998: Auckland – North Harbour Stadium
- 14 kwietnia 1998: Launceston – Silverdome
- 17 kwietnia 1998: Melbourne – Rod Laver Arena
- 18 kwietnia 1998: Canberra – AIS Arena
- 20 kwietnia 1998: Sydney – Sydney Entertainment Centre
- 23 kwietnia 1998: Newcastle – Newcastle Entertainment Centre
- 24 kwietnia 1998: Brisbane – Brisbane Entertainment Centre
- 27 kwietnia 1998: Adelaide – Adelaide Entertainment Centre
- 29 kwietnia 1998: Perth – Perth Entertainment Centre

## Stany Zjednoczone
- 13 maja 1998: Houston, TX – Cynthia Woods Mitchell Pavilion
- 14 maja 1998: Dallas, TX – Smirnoff Music Centre
- 16 maja 1998: Chicago, IL – Rosemont Horizon
- 17 maja 1998: Cleveland, OH – Gund Arena
- 19 maja 1998: Detroit, MI – The Palace of Auburn Hills
- 21 maja 1998: Boston, MA – FleetCenter
- 22 maja 1998: Nowy Jork, NY – Madison Square Garden
- 24 maja 1998: Filadelfia, PA – CoreStates Spectrum

## Europa
- 27 maja 1998: Helsinki, Finlandia – Helsinki Ice Hall
- 29 maja 1998: Norymberga, Niemcy – Rock Im Park
- 31 maja 1998: Nurburgring, Niemcy – Rock Am Ring
- 2 czerwca 1998: Berlin, Niemcy – Huxley’s Neue Welt
- 3 czerwca 1998: Hamburg, Niemcy – odwołany
- 5 czerwca 1998: Karlslhamn, Szwecja – odwołany
- 6 czerwca 1998: Esbjerg, Dania – odwołany
- 7 czerwca 1998: Kopenhaga, Dania – odwołany
- 9 czerwca 1998: Londyn, Wielka Brytania – odwołany
- 10 czerwca 1998: Birmingham, Wielka Brytania – odwołany
- 12 czerwca 1998: Zurych – Szwajcaria – odwołany
- 13 czerwca 1998: Mediolan, Włochy – odwołany
- 14 czerwca 1998: Weert, Holandia – odwołany
- 16 czerwca 1998: Leuven, Belgia – odwołany
- 17 czerwca 1998: Paryż, Francja – odwołany

### Stany Zjednoczone i Kanada
- 1 lipca 1998: Phoenix, AZ – Desert Sky Pavilion
- 3 lipca 1998: San Diego, CA – Del Mar Fair
- 4 lipca 1998: Devore, CA – Blockbuster Pavilion
- 5 lipca 1998: Mountainview, CA – Shoreline Amphitheater
- 7 lipca 1998: Concord, CA – Concord Pavilion
- 8 lipca 1998: Sacramento, CA – ARCO Arena
- 10 lipca 1998: Portland, OR – Rose Garden Arena
- 11 lipca 1998: George, WA – The Gorge
- 14 lipca 1998: Park City, UT – The Canyons
- 16 lipca 1998: Denver, CO – Fiddler’s Green
- 18 lipca 1998: Kansas City, KS – Sandstone Amphitheater
- 19 lipca 1998: St Louis, MO – Riverport Amphitheater
- 21 lipca 1998: Cincinnati, OH – Riverbend Music Center
- 22 lipca 1998: Indianapolis, IN – Deer Creek Music Center
- 24 lipca 1998: Pittsburgh, PA – Starlake Amphitheater
- 25 lipca 1998: Columbus, OH – Polaris Amphitheater
- 26 lipca 1998: Hershey, Pa – Star Pavilion
- 28 lipca 1998: Scranton, PA – Montage Mountain Performing Arts Center
- 30 lipca 1998: Charlotte, NC – Blockbuster Pavilion
- 31 lipca 1998: Atlanta, GA – Lakewood Amphitheater
- 2 sierpnia 1998: Nashville, TN – Starwood Amphitheater
- 4 sierpnia 1998: Pasa Robles, CA – CA Mid State Fair
- 12 sierpnia 1998: Montreal, QC – odwołany
- 12 sierpnia 1998: Boston, MA – Hard Rock Cafe
- 13 sierpnia 1998: Mansfield, MA – Great Woods
- 14 sierpnia 1998: Mansfield, MA – Great Woods
- 15 sierpnia 1998: Wantagh, NY – Jones Beach Amphitheater
- 16 sierpnia 1998: Holmdel, NJ – PNC Bank Arts Center
- 18 sierpnia 1998: Raleigh, NC – Walnut Creek Amphitheater
- 19 sierpnia 1998: Virginia Beach, VA – Virginia Beach Amphitheater
- 21 sierpnia 1998: Bristow, VA – Nissan Pavilion
- 22 sierpnia 1998: Atlantic City, NJ – Trump Marina & Casino
- 23 sierpnia 1998: Saratoga Spr., NY – Performing Arts Center
- 25 sierpnia 1998: Buffalo, NY – Darien Lake
- 26 sierpnia 1998: Toronto, ON – Molson Amphitheater
- 28 sierpnia 1998: Richmond, VA – Classic Amphitheatre at Strawberry Hill
- 29 sierpnia 1998: Hartford, CT – Hartford Meadows
- 31 sierpnia 1998: Syracuse, NY – New York State Fair
- 2 września 1998: Grand Rapids, MI – Van Andel Arena
- 3 września 1998: Clarkston, MI – Pine Knob
- 5 września 1998: East Troy, WI – Alpine Valley Theatre
- 6 września 1998: Somerset, WI – Float-Rite Park odwołany
- 15 września 1998: Myrtle Beach, SC – House Of Blues
- 16 września 1998: Orlando, FL – House Of Blues
- 17 września 1998: Fort Lauderdale, FL – Sunrise Theater
- 20 września 1998: San Juan, Portoryko – Roberto Clemente Coliseum odwołany
- 25 września 1998: Curitiba, Brazil – Pedreira Paulo Leminski odwołany
- 26 września 1998: São Paulo, Brazylia – Pacaembu Stadium odwołany
- 27 września 1998: Rio de Janeiro, Brazylia Metropolitan odwołany
- 2 października 1998: Las Vegas, NV – The Joint
- 3 października 1998: Las Vegas, NV – The Joint
- 13 października 1998: Anchorage, AK – Sullivan Arena
- 16 października 1998: Honolulu, HI – Blaisdell Arena

### Japonia
- 20 października 1998: Hiroszima – Hiroshima Sunplaza
- 21 października 1998: Fukuoka – Kokusai Center
- 23 października 1998: Osaka – Osaka Castle Hall
- 24 października 1998: Nagoja – Rainbow Hall
- 26 października 1998: Iwate – Sangyo Bunka Center
- 28 października 1998: Tokio – Budokan
- 29 października 1998: Tokio – Budokan
- 30 października 1998: Tokio – Budokan
- 1 listopada, 1998: Tokio – NHK Hall odwołany
- 2 listopada 1998: Jokohama – Yokohama Arena